# 巴歇爾 (科羅拉多州)
巴歇爾（英語：Parshall）是位於美國科羅拉多州格蘭德縣的一個人口普查指定地區。

## 地理
巴歇爾的座標為40°03′24″N 106°10′29″W / 40.05667°N 106.17472°W，而該地最高點為海拔高度2313米（即7589英尺）。

## 人口
根據2010年美國人口普查的數據，巴歇爾的面積為0.77平方千米，當中陸地面積為0.77平方千米，而水域面積為0.00平方千米。當地共有人口47人，而人口密度為每平方千米61人。